# Hatari!
Hatari! ist ein US-amerikanischer Spielfilm von Howard Hawks aus dem Jahre 1962 mit John Wayne, Elsa Martinelli und Hardy Krüger in den Hauptrollen. Der im damaligen Tanganjika (heute Tansania) gedrehte Film ist eine romantische Abenteuerkomödie in der Savanne Ostafrikas um Leben und Arbeit auf einer Großwildstation. Das titelgebende Swahili-Wort „Hatari“ bedeutet auf Deutsch „Gefahr“.

## Handlung
Die Fangmannschaft einer Großwildstation in Tanganjika fängt für Zoos in aller Welt wildlebende Tiere ein. Kopf des Teams ist der Ire Sean Mercer (in der deutschen Synchronisation „John“ ausgesprochen). Zum Team gehören der deutsche Rennfahrer Kurt Müller, der Taxifahrer „Pockets“ aus Brooklyn, der Jäger „Little Wolf“, auch „der Indianer'“ genannt, der Lassowerfer Luis, ein mexikanischer Stierkämpfer, sowie Brandy, die etwa 20-jährige Tochter des vormaligen Besitzers, der vor der Handlungszeit beim Einfangen eines Spitzmaulnashorns ums Leben kam. Seitdem leitet Brandy die Station. Als Helfer werden Männer des nahe der Station lebenden Arusha-Stammes eingesetzt, zu dem ein freundschaftliches Verhältnis besteht.
Am Anfang des Films wird auch „Little Wolf“ von einem Nashorn schwer verletzt und muss in das mehrere Stunden entfernte Krankenhaus in Arusha gebracht werden. Dort bewirbt sich der Franzose Charles spontan auf die freigewordene Stelle, was Kurt so erzürnt, dass er Charles ohne Warnung niederschlägt. Dann jedoch stellt sich heraus, dass Charles dieselbe seltene Blutgruppe hat wie „Little Wolf“ und diesem per Blutspende das Leben retten kann.
Als sie spätabends schwer angeheitert auf der Fangstation ankommen, ist dort zwischenzeitlich die Fotografin A. M. D’Alessandro eingetroffen, die mit schwerem italienischen Akzent spricht und sich der Einfachheit halber „Dallas“ nennen lässt. Sie wurde vom Zoo Basel mit einer Bildreportage über die Fangarbeit beauftragt, doch hatte man auf der Station mit einem männlichen Fotografen gerechnet. Sean ist zunächst strikt dagegen, in dem ohnehin unterbesetzten Team eine unerfahrene Frau mitfahren zu lassen, doch Dallas findet so schnell Gefallen am Leben auf der Station, dass die anderen in der Mannschaft nichts mehr dagegen haben, dass sie bleibt. Schließlich verliebt sich Sean in sie, zeigt dies jedoch hauptsächlich durch besonders abweisendes Verhalten. Er ist nach einer Enttäuschung davon überzeugt, dass Frauen, ausgenommen Brandy, seiner Arbeit in Afrika nichts abgewinnen können.
Charles erscheint einige Tage nach der Episode im Krankenhaus auf der Fangstation, erweist sich bei einem Vergleichsschießen gegen Kurt als guter Schütze und wird als „Chips“ eingestellt. Auch Little Wolf kehrt kurz darauf aus dem Krankenhaus zurück. Nachdem Chips Kurt den Fausthieb heimgezahlt hat, werden die beiden gute Freunde, obwohl sie um Brandy wetteifern, bis sich herausstellt, dass sie den Tüftler Pockets liebt.
Gegen Seans Bedenken nimmt Dallas ein verwaistes Elefantenkalb unter ihre Fürsorge, dessen Mutter vom zuständigen Wildhüter erschossen werden musste. Mit der Zeit gesellen sich noch zwei weitere junge Elefanten dazu, die sie ebenfalls auf eigene Kosten hingebungsvoll versorgt. Die Arusha bekommen Hochachtung vor ihr und geben ihr den Namen Mama Tembo, Mutter der Elefanten. Auch zu den anderen Tieren auf der Station einschließlich der zahmen Gepardin Sonya hat sie schnell ein herzliches Verhältnis gefunden und fühlt sich in der oft schmutzigen Tierpflegearbeit sichtlich wohl. Sean ist davon sehr beeindruckt, doch schafft er es nicht, tieferen Gefühlen für Dallas Raum zu geben. Nur für einzelne kurze Momente kommen die beiden sich näher.
Während des gesamten Films werden mit teils unkonventionellen Methoden Zebras, Giraffen, Gazellen, Büffel, Gnus, Leoparden, Affen und schließlich auch ein Nashorn gefangen. Es kommt noch zu einigen Zwischenfällen: Kurt wird, einen Fluss durchwatend, von einem Krokodil angegriffen, das aber von Chips erschossen wird, und der Jeep mit Kurt und Chips überschlägt sich nach einem Reifenplatzer.
Als drei Monate später das Ende der Fangsaison gefeiert und die Mannschaft vorerst aufgelöst wird, bleibt Dallas aus Enttäuschung über Seans sture Zurückhaltung der Gesellschaft fern und reist in der Nacht klammheimlich nach Arusha ab. Mit Hilfe der drei jungen Elefanten, die ihre Pflegemutter vermissen, spüren die Männer sie in der Stadt auf. Am Ende des Films heiraten Dallas und Sean, wobei die dargestellten Szenen die erste Begegnung von Dallas und Sean variieren.
Der titelgebende Warnruf erscheint im Film nur ein einziges Mal wörtlich: Pockets tüftelt an einer Rakete, mit der er ein großes Fangnetz über einen ganzen Baum ziehen will, um Affen einzufangen. Bei einem Test stürmt Pockets auf seine Assistenten zu mit dem Ruf „Hatari!“, bevor wenige Sekunden später eine Rakete das Dach seiner Werkstatt durchschlägt und das Gebäude in Rauch hüllt.

## Hintergrund
Der Hollywood-Klassiker wurde von November 1960 bis Anfang 1961 gedreht, danach folgten in den Paramount-Studios die Innenaufnahmen bis etwa März 1961. Im Sommer 1961 lag der Film fertig für den Verleih vor. Er kam allerdings erst ein Jahr danach in die Kinos und war überraschend erfolgreich. Die Szenen auf der Fangstation wurden im damaligen Tanganjika, das zum heutigen Tansania gehört, auf der Farm Momella, die von Margarete Trappe gegründet worden war, gedreht. Die Momella Game Lodge gehörte Rolf Trappe und Jim Mallory. Hardy Krüger wurde später Miteigentümer der Farm. Die Stadtszenen wurden in Arusha aufgenommen.
Die Filmmusik von Henry Mancini, insbesondere die Themen Baby Elephant Walk und der Straußentanz, wurde über den Film hinaus bekannt. In einer Szene des Filmes spielt Dallas am Klavier das Lied Swanee River – Old Folks at Home von Stephen Foster.
Die Fangszenen des Films gelten als äußerst authentisch. Howard Hawks betonte immer wieder, dass für die Dreharbeiten keine Stuntmen zum Einsatz gekommen seien. Die Schauspieler und Statisten hätten die Tiere selbst mit Lassos eingefangen. Als Berater diente der Tierpfleger Jan Oelofse. Mit umgebauten Chevrolet-Pickups und Willys-Jeeps wurde über die offenen Savannen am Manyara-See und im Ngorongoro-Krater Jagd auf frei lebende Tiere gemacht, die dann an Zoos verkauft wurden. Der Gepard Sonya beispielsweise fand eine neue Heimat im Los Angeles Zoo.
Seine Uraufführung feierte Hatari! am 19. Juni 1962 in den USA. In der Bundesrepublik Deutschland war der Kinostart des Films am 21. Dezember 1962, die deutsche Fernseh-Erstausstrahlung am 6. Mai 1973 um 21:10 Uhr im Ersten Programm der ARD.

## Synchronisation
Die deutsche Synchronfassung entstand 1962 in den Ateliers der Berliner Synchron GmbH in Berlin. Das Dialogbuch verfasste Fritz A. Koeniger, für die Dialogregie war Dietmar Behnke verantwortlich.
| Rolle                           | Darsteller         | Synchronsprecher   |
| ------------------------------- | ------------------ | ------------------ |
| Sean Mercer                     | John Wayne         | Arnold Marquis     |
| Anna Maria D’Alessandro         | Elsa Martinelli    | Agi Prandhoff      |
| Kurt Müller                     | Hardy Krüger       | Hardy Krüger       |
| „Pockets“                       | Red Buttons        | Herbert Stass      |
| Brandy de la Court              | Michèle Girardon   | Claudia Brodzinska |
| Little Wolf                     | Bruce Cabot        | Fritz Tillmann     |
| Charles Maurey                  | Gérard Blain       | Jörg Cossardt      |
| Luis Francisco Garcia López     | Valentin de Vargas | Lothar Blumhagen   |
| Dr. Sanderson, Krankenhaus-Arzt | Eduard Franz       | Curt Ackermann     |

## Kritik
Hatari! lebt von der Kameraführung inmitten der Tierwelt Afrikas und kommt ohne größere Spezialeffekte aus, nimmt stattdessen jede Figur mehr oder weniger dezent auf die Schippe.

„Ein vorzüglicher Unterhaltungsfilm, der souverän die Balance zwischen Spannung und Komik, rasanter Aktion und entspannter Ruhe findet. Ohne jeden Hang zur billigen Sensation verbindet Hawks die konventionelle, aber sympathische Spielhandlung mit vielen originellen, aber auch packenden Szenen von fast dokumentarischer Intensität: In kühnen Kameraeinstellungen werden so die Jagdszenen eindrucksvoll und intensiv eingefangen.“

„Howard Hawks inszenierte eine gelungene Mixtur aus Action und Humor und schuf einen Abenteuer-Klassiker, der mit hervorragenden Jagdszenen und Landschaftsaufnahmen aufwartet. Typisch für Hawks ist auch das Thema um Männerrivalitäten, die allerdings hinter der Professionalität zurückstehen müssen. Insgesamt ist dies ein wunderbares Tierfang-Abenteuerspektakel: hervorragend fotografiert und sympathisch gespielt. Einfach beste Unterhaltung!“

„Virtuos fotografierte Jagdsequenzen und die miterlebbare Atmosphäre von Gefahr leiden unter der Gedehntheit der Spielszenen.“

## Preise
Bei der Oscarverleihung 1963 erhielt Russell Harlan für Hatari! eine Nominierung in der Kategorie Beste Kamera.

## Soundtrack
- Henry Mancini, Johnny Mercer, Hoagy Carmichael: Hatari. Original Motion Picture Soundtrack. Auf: Hatari & High Time. Mancini Soundtracks Collection. BMG, s. l. 2001, Tonträger-Nr. 74321 822392 – stereofone Originaleinspielung der Filmmusik unter Leitung von Henry Mancini
- Original Soundtrack (Intrada Special Collection Volume 200) Abmischung von den Originalbändern (Dreikanalton) in Stereo; Veröffentlichung 2012